# Dívida odiosa
À luz da lei internacional, dívida odiosa é uma teoria legal que sustenta que a dívida nacional incorrida por um regime político, com propósitos que não servem os interesses de uma nação, não deve ser compulsória. Portanto, segundo esta doutrina tais dívidas são consideradas como dívidas pessoais de um regime que nelas incorreu e não dívidas do estado. Em alguns aspectos, este conceito é análogo à invalidez de um contrato assinado sob coerção.

## Origem
A doutrina foi formalizada em 1927 num tratado de Alexander Sack, um jurista russo especializado em finanças públicas, professor de direito internacional na Universidade de Leningrado e, depois de 1921, em universidades da Europa e dos Estados Unidos. Baseou-se em precedentes do século XIX incluindo o repúdio da dívida do México incorrida pelo regime do Imperador Maximiliano, e a recusa dos Estados Unidos da América da responsabilidade de Cuba por dívidas incorridas pelo regime colonial de Espanha.
De acordo com Sack:
Quando um regime déspota contrai uma dívida, não para as necessidades ou interesses dum estado, mas em vez disso para reforço pessoal, para suprimir a inssureição popular, etc, esta dívida é odiosa para o povo e todo o estado. Esta dívida não obriga a nação; é uma dívida do regime, uma dívida pessoal contraída pelo governante, e consequentemente ela cai com o regime. A razão pela qual estas dívidas odiosas não podem ser ligadas ao território do estado reside no incumprimento de uma das condições que determina a legalidade das dívidas do Estado, nomeadamente que estas dívidas devem ser incorridas, e os dividendos usados, para satisfação das necessidades e interesses do Estado. As dívidas odiosas, contraídas e utilizadas para fins que, com o conhecimento do emprestador, são contrários aos interesses da nação, não obrigam a nação – quando sucede que o governo que as contraiu é derrubado – excepto quando a dívida está nos limites das reais vantagens que estas dívidas possam ser suportadas. Os emprestadores cometeram um acto hostil contra o povo, e não podem esperar que a nação que se libertou de um regime déspota assuma tais dívidas odiosas, que são dívidas pessoais do antigo governante.

## Uso contemporâneo do conceito
Segundo Patricia Adams, autora do livro Odious Debts: Loose Lending, Corruption, and the Third Wold's Environmental Legacy
 e directora executiva da Probe International, organização ambiental e de advocacia pública do Canadá:

Dando-se aos credores um incentivo para emprestar apenas para propósitos transparentes e de interesse público, futuros tiranos perderão sua capacidade de financiar seus exércitos, e assim a guerra ao terror e a causa da paz no mundo serão mais bem servidas.
Um artigo dos economistas Seema Jayachandran e Michael Kremer renovou o interesse no assunto. Os autores propõem que o conceito seja usado para criar um novo tipo de sanção económica para impedir novos  empréstimos a ditadores. Jayachandran propôs as suas recomentações no 10º aniversário do movimento Jubilee realizado no Center for Global Development em Washington, DC.
O conceito de dívida odiosa  também é discutido no documentário de 2011, Debtocracy para ilustrar o processo pelo qual o governo do Equador declarou ilegítima a dívida incorrida pelo anterior regime.

### Em português
- Hugo Balbuena, Reflexões: Dívida odiosa ou dívida nula

### Em inglês
- «Odious and Illegitimate Debt Fact Sheets»
- «Jubilee Iraq - Odious Debt»
- «Probe International - Odious Debts»
- «Odious Debt in Haiti»
- «Jubilee Fact Sheet on Haiti's Debt» (PDF)
- «Ecuador defaults on foreign debt»